# Déraillement de Stonehaven

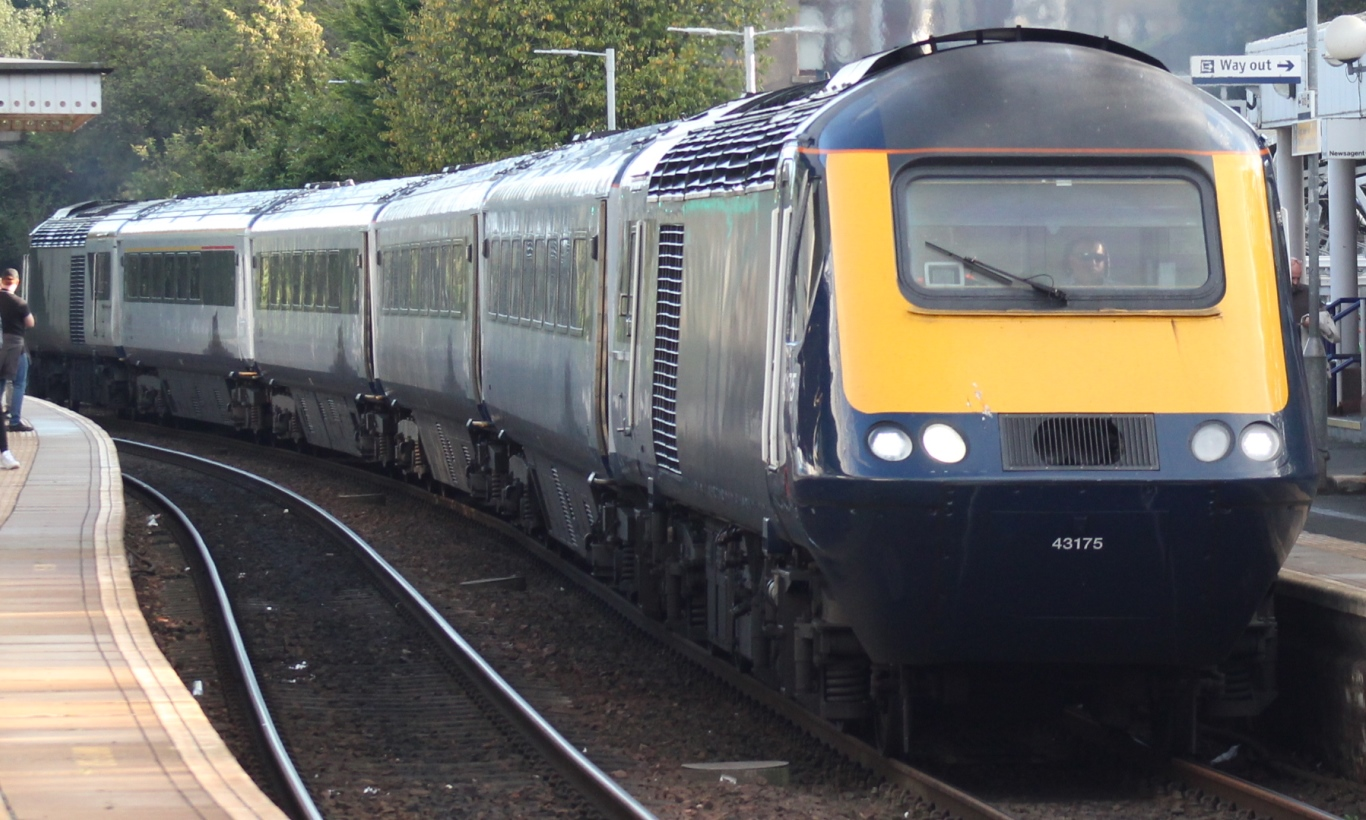
Un train de type ScotRail Inter7City, similaire au train concerné.

Le déraillement de Stonehaven est un accident ferroviaire mortel survenu à environ 9 h 40 BST le 12 août 2020, près de Carmont, à l'ouest de Stonehaven dans l'Aberdeenshire, en Écosse. Trois personnes sont mortes et six ont été blessées, ce qui en fait l'incident le plus grave impliquant un train à grande vitesse depuis la collision d'Ufton Nervet en 2004. 

## Contexte
De violents orages se sont produits dans la région la nuit du 11 août, placée en vigilance orange par le Met Office. La tempête a provoqué des inondations dans l'Aberdeenshire le matin du déraillement. Les inondations dans la région ont fait monter le niveau d'eau sur Carron Water à Stonehaven jusqu'à 1,50 m par endroits à partir du 12 août. Les intempéries ont causé d'importantes perturbations dans l'est de l'Écosse, un certain nombre d'autres services ferroviaires ont été soit interrompus soit annulés. La gare de Perth a été gravement inondée.
Le tronçon de voie ferrée où le déraillement s'est produit avait déjà connu des problèmes de coulées de boue. Le 22 octobre 2002, il a été fermé en raison d'un glissement de terrain à Carmont, lors de pluies torrentielles et de coups de vent. Un rapport de Network Rail de 2014 incluait Carmont dans une « liste de sites qui ces dernières années ont été fortement affectés par les glissements de terrain ». Le rapport de l'exploitant de la voie indiquait que des travaux d'amélioration avaient été effectués à Carmont, en particulier « l'assainissement de la pente suite à une urgence, après un glissement de terrain dû à une inondation ». L'Office de régulation du rail, responsable de la réglementation de la sécurité des chemins de fer britanniques, a noté un pic de glissements de terrain le long des lignes, démontrant la « vulnérabilité » du réseau, dans son rapport annuel sur la sécurité 2019-2020. À peu près au même moment que l'incident, Network Rail Scotland a partagé une séquence vidéo d'un glissement de terrain sur la voie ferrée dans la région de Carmont.  

## Incident

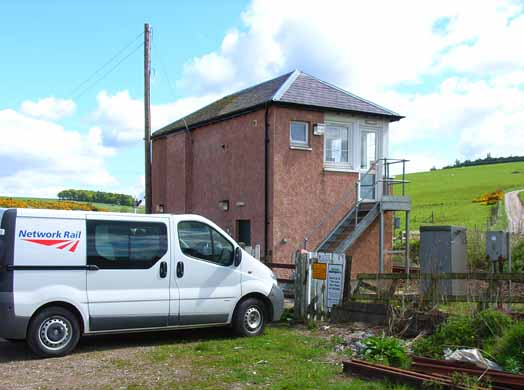
Cabine d'aiguillage de Carmont en 2006

Le 12 août 2020 à 6h38, le train ScotRail de Inter7City part de Aberdeen pour Glasgow Queen Street, en direction du sud. Le train est d'abord interrompu par un appel radio d'un agent au Carmont Signal Box , après qu'un autre train eut signalé qu'un glissement de terrain avait bloqué la ligne entre Carmont et Laurencekirk.   
Moins de passagers que d'habitude voyageaient dans le véhicule en raison de la pandémie de COVID-19. Il n'y avait que deux membres d'équipage, une autre employée voyageant en tant que passagère avec six autres personnes.   
Le train a fait marche arrière en direction du nord . A environ 2 km du croisement proche de la gare de Carmont, le train comprenant six voitures dont deux voitures motrices, va rencontrer un autre glissement de terrain. Toutes les voitures vont alors dérailler.
La voiture motrice de tête va descendre un talus boisé. Le premier wagon va se tourner sur le côté, s'immobilisant à travers les voies, avec le second wagon, également retourné, et le quatrième, couché au-dessus. Le troisième wagon a fini par se coucher sur le côté, également sur le talus, et a pris feu. La motrice arrière est restée sensiblement debout.  
L'employée du chemin de fer qui voyageait en tant que passagère a eu le temps de revenir le long de la voie à la cabine d'aiguillage de Carmont pour sonner l'alarme. À la suite de l'incident initial, une épaisse fumée était visible depuis le lieu de l'accident.
Trois personnes sont mortes : les deux membres d'équipage et un passager.

## Intervention
La police britannique des transports a été alertée de l'incident vers 9 h 43 et un incident majeur a été déclaré. Plusieurs ambulances du Service ambulancier écossais, deux hélicoptères et un hélicoptère des garde-côtes se sont rendus sur les lieux. Le Scottish Fire and Rescue Service a envoyé 12 camions de pompiers et des ressources spécialisées. Un blessé a été transporté à Aberdeen Royal Infirmary dans l'hélicoptère des garde-côtes. Six personnes ont été transportées à l'hôpital avec des blessures légères.   

## Enquête
Une enquête conjointe de l'Office of Rail and Road (ORR), de la police écossaise et de la police britannique des transports est menée par le Crown Office et le Procurator Fiscal Service. En parallèle, la Direction des enquêtes sur les accidents ferroviaires (RAIB) mènera une enquête indépendante. Des inspecteurs de l'ORR et de la RAIB ont été envoyés sur place le 12 août,.  
Le 13 août, le secrétaire d'État britannique aux Transports, Grant Shapps, a ordonné à Network Rail de produire un rapport sur les différents problèmes qui auraient pu entraîner le crash, prévu le 1er septembre. Il a également demandé à Network Rail d'effectuer des contrôles de résilience sur d'autres zones du réseau potentiellement sujettes à des crues soudaines. Un rapport final est attendu à l'automne.  

## Remarques
1. ↑  Carmont Signal Box: 56° 56′ 20″ N, 2° 21′ 01″ O
2. ↑  Carmont crossover: 56° 56′ 19″ N, 2° 21′ 02″ O
3. ↑  Power car 43030 is visible in photographs[3]